# Julia Caba Alba
Julia Caba Alba (Madrid, 31 de juliol de 1902 – ibíd., 14 de novembre de 1988) va ser una actriu espanyola.

## Biografia
Neta de Pascual Alba, filla d'Irene Alba, neboda de Leocadia Alba, germana d'Irene Caba Alba i, per tant, tía dels germans Irene, Julia i Emilio Gutiérrez Caba. Es va casar el 1935 amb l'actor Manuel San Román Alonso (Madrid, 12 de febrer de 1908-Madrid, 28 de novembre de 2000).
Membre d'una llarga dinastia d'actors, la seva versatilitat li permetia interpretar tant papers còmics, pels quals és més recordada, com personatges dramàtics. Als dotze anys va debutar com a actriu en el teatre en l'obra La duquesa. La seva primera pel·lícula va ser El crimen de la calle de Bordadores el 1946. Va morir el 14 de novembre de 1988 als 86 anys a Madrid.

## Premis
Medalles del Cercle d'Escriptors Cinematogràfics
| Any  | Categoria                | Pel·lícula                   | Resultat   |
| ---- | ------------------------ | ---------------------------- | ---------- |
| 1949 | Millor actriu secundària | La mies es mucha             | Guanyadora |
| 1949 | Millor actriu secundària | Maribel y la extraña familia | Guanyadora |

- 1956 guanyadora del premino del Sindicat Nacional de l'Espectacle com a millor actriu de repartiment per Los ladrones somos gente honrada.

## Teatre (parcial)
- Los chatos (1924), de Pedro Muñoz Seca.
- Puebla de las mujeres (1941), dels germans Álvarez Quintero.
- Canción de cuna (1946), de Gregorio Martínez Sierra.
- Maribel y la extraña familia (1959), de Miguel Mihura.
- Los extremeños se tocan (1959), de Pedro Muñoz Seca.
- Las entretenidas (1962), de Miguel Mihura.
- La tercera palabra (1964), de Alejandro Casona.
- Un paraguas bajo la lluvia (1965), de Víctor Ruiz Iriarte.
- El alma se serena (1968), de Juan José Alonso Millán.
- La vida en un hilo (1971), d'Edgar Neville.
- Sé infiel y no mires con quién (1972), de John Chapman.
- La venganza de Don Mendo (1977), de Pedro Muñoz Seca.

## Televisió
- Estudio 1 
  - El caso de la mujer asesinadita (1979)
  - Don Juan Tenorio (1973) …
  - La venganza de Don Mendo (1979)
- Los pajaritos (1974)
- La familia Colón
  - La familia Colón llega a España (1967)
- Tras la puerta cerrada (1965) 
  - La gota de sangre (1965)
- Primera fila
  - Arsénico y encaje antiguo (1964)

## Filmografia
- Santa Rogelia / Il peccato di Rogelia Sánchez (1940)
- Boda en el infierno (1942)
- El traje de luces (1946)
- El crimen de la calle de Bordadores (1946)
- La fe (1947)
- Lluvia de hijos (1947)
- Nada (1947)
- Canción de medianoche (1947)
- Vidas confusas (1947)
- Angustia (1947)
- Barrio (1947)
- Obsesión (1947)
- Las aguas bajan negras (1948)
- Dos mujeres en la niebla (1948)
- Don Quijote de la Mancha (1948)
- Revelación (1948)
- La mies es mucha (1948)
- El alarido (1948)
- La calle sin sol (1948)
- Yo no soy la Mata-Hari (1949)
- Noventa minutos (1949)
- Una mujer cualquiera (1949)
- La duquesa de Benamejí (1949)
- Aventuras de Juan Lucas (1949)
- El último caballo (1950)
- Torturados (1950)
- Tres ladrones en la casa (1950)
- Aquel hombre de Tánger (1950)
- Séptima página (1950)
- La esfinge maragata (1950)
- Sin uniforme (1950)
- El capitán Veneno (1951)
- La corona negra (1951)
- Cielo negro (1951)
- María Antonia 'La Caramba' (1951)
- Balarrasa (1951)
- La canción de La Malibrán (1951)
- Cuento de hadas (1951)
- La señora de Fátima (1951)
- Sor intrépida (1952)
- La hermana San Sulpicio (1952)
- De Madrid al cielo (1952)
- La laguna negra (1952)
- Novio a la vista (1953)
- Maldición gitana (1953)
- Aeropuerto (1953)
- Nadie lo sabrá (1953)
- Así es Madrid (1953)
- La guerra de Dios (1953)
- Como la tierra (1953)
- Un caballero andaluz (1954)
- Malvaloca (1954)
- Morena Clara (1954)
- Un día perdido (1954)
- Sangre y luces (1954)
- Recluta con niño (1955)
- Nosotros dos (1955)
- Good bye, Sevilla (1955)
- Sucedió en Sevilla (1955)
- Sin la sonrisa de Dios (1955)
- La lupa (1955)
- La vida en un bloc (1956)
- El malvado Carabel (1956)
- Minutos antes (1956)
- Thunderstorm (1956)
- Los ladrones somos gente honrada (1956)
- Un abrigo a cuadros (1956)
- Suspenso en comunismo (1956)
- Manolo, guardia urbano (1956)
- El Tigre de Chamberí (1957)
- El maestro (1957)
- Juanillo, papá y mamá 1957)
- Los ángeles del volante (1957)
- ¡Viva lo imposible! (1957)
- Un ángel pasó por Brooklyn (1957)
- Carlota (1958)
- La mina o Esta chica es para mí (1958)
- Salto a la gloria (1959)
- Azafatas con permiso (1959)
- El gafe (1959)
- El magistrado (1959)
- Camarote de lujo (1959)
- Maribel y la extraña familia (1960)
- Plácido (1961)
- Tú y yo somos tres (1961)
- ¿Dónde pongo a este muerto? (1961)
- La reina del Chantecler (1962)
- El escándalo (1962)
- Las travesuras de Mochura (1962)
- Solteros de verano (1962)
- Cupido contrabandista (1962)
- Nunca pasa nada (1963)
- Historia de una noche (1963)
- El verdugo (1963)
- El camino (1963)
- Nobleza baturra (1964)
- Los Palomos (1964)
- Crimen (1964)
- Tú y yo somos tres (1964)
- Un tiro por la espalda (1964)
- La cesta (1965)
- La mentirosa (1965)
- Los que no fuimos a la guerra (1965)
- El padre Manolo (1966)
- Camino del Rocío (1966)
- !Es mi hombre! (1966)
- Verde doncella (1968)
- Cuidado con las señoras (1968)
- El alma se serena (1969)
- Educando a un idiota (1969)
- El hombre que se quiso matar (1970)
- ¡Se armó el belén! (1970)
- La decente (1971)
- Venta por pisos (1971)
- Las colocadas (1971)
- La cera virgen (1971)
- Hay que educar a papá (1971)
- Venta por pisos (1972)
- El reprimido (1973)
- Los pajaritos (1974)
- Réquiem por un empleado (1977)
- Esposa de día, amante de noche (1977)
- La venganza de Don Mendo (1979)